# Casale di Pari
Casale di Pari (auch Casal di Pari) ist ein Ortsteil von Civitella Paganico in der Provinz Grosseto, Region Toskana in Italien.

## Geografie
Der Ort liegt ca. 4 km nördlich des Hauptortes Civitella Marittima und ca. 38 km nordöstlich der Provinzhauptstadt Grosseto. Der Ort liegt bei 458 m s.l.m. und hat ca. 180 Einwohner. Nachbarorte sind Bagni di Petriolo (Gemeinde Monticiano, ca. 2 km nördlich) und Pari (Civitella Paganico, ca. 1,5 km nordöstlich).

## Geschichte
Erstmals dokumentiert wurde der Ort 1206 als Besitztum der Grafenfamilie der Ardengheschi. Aus dieser Zeit sind kaum noch Spuren vorhanden. Später ging der Ort in den Besitz der Republik Siena über. Aufschwung erhielt der Ort 1537, als Fabio De Vais, ein seneser Adliger, die Residenza del Vescovo (Residenz des Bischofs) errichtete. Auch von diesem Gebäude sind nur noch wenige Originalstrukturen vorhanden. Die Orte Pari und Casale di Pari gehörten bis 1920 zur Gemeinde Campagnatico und wurden dann zur Gemeinde Pari. Sechs Jahre später wurde Pari mit Paganico zusammengelegt. Die neue Gemeinde Civitella Paganico entstand am 5. Februar 1928.

## Sehenswürdigkeiten

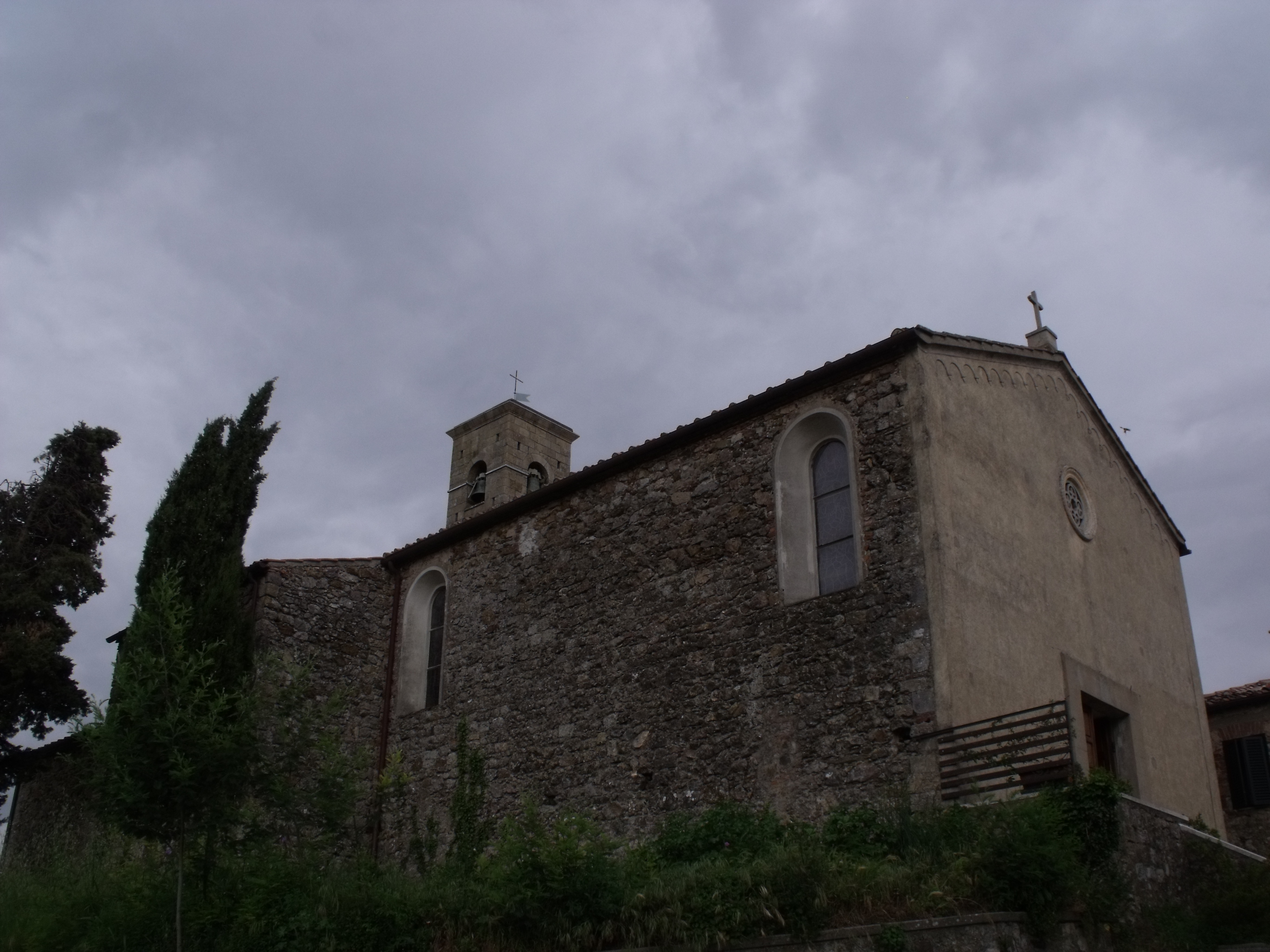
Die Kirche San Donato in Casale di Pari

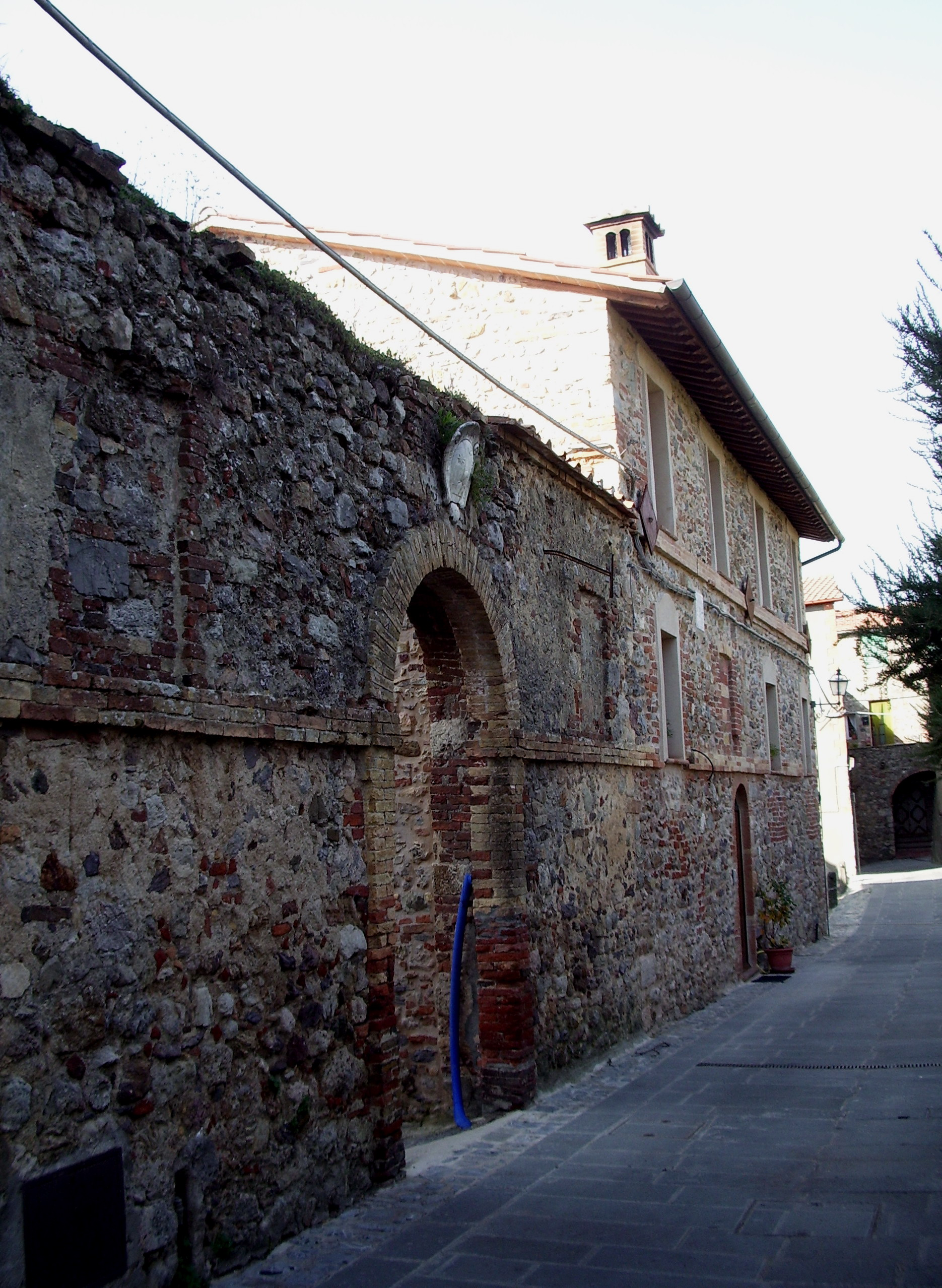
Die Residenza del Vescovo in Casale di Pari

- Chiesa di San Donato, Kirche aus dem 14. Jahrhundert. Wurde in den 1930er Jahren im Stil der Neuromantik komplett restauriert, nur der Seiteneingang blieb im Original erhalten.[5] Der Kämpfer des Seiteneingangs hat die Inschrift S. Monachi De Ecclesis Vaecto (aus der Kirche des Mönches hergebracht), hierbei ist die Kirche Sant’Antonio in Valdaspra gemeint (ca. 1 km nordwestlich gelegen), die 1782 verlassen wurde und von der heute nur noch Ruinen übrig sind.[3]
- Residenza del Vescovo, Palast (des Bischofs) mit Eingangstor an der Via Costeggio, 1537 entstanden.[2]
- Pozzo di Casale di Pari, mittelalterlicher Brunnen.

## Verkehr
Der Ort hat eine Anschlussstelle an der Strada Statale 223 di Paganico.

## Söhne und Töchter des Ortes
- Aurelio Galleppini (1917–1994)